# Kim Tae-young (Offizier)
Kim Tae-young (* 13. Januar 1949; † 26. Februar 2025) war ein General der südkoreanischen Streitkräfte und ihr 34. Vorsitzender des Generalstabs sowie 42. Verteidigungsminister von Südkorea.
1972 machte er einen Abschluss an einer koreanischen Militärakademie. 1997/98 war er Befehlshaber einer Artilleriebrigade, 1999/2000 führte er die 35. Infanterie-Division. In den folgenden Jahren wurde er weiter befördert und übernahm verschiedene Führungsaufgaben. 2008/9 war er Generalstabschef. Im September 2009 wurde er Verteidigungsminister.
Im Zusammenhang mit dem Untergang der Korvette Cheonan wurde Kritik an ihm laut, so dass er Präsident Lee Myung-bak im Mai 2010 seinen Rücktritt anbot, den dieser aber ablehnte. Da nach dem Bombardement von Yeonpyeong erneut Kritik aufkam, trat er im November 2010 als Verteidigungsminister zurück.